# Vača
Vača (in russo Вача?) è un insediamento di tipo urbano della Russia europea centro-orientale, nell'oblast' di Nižnij Novgorod, centro amministrativo del rajon Vačskij.
Si trova 100 km a sud-ovest (in linea d'aria) di Nižnij Novgorod.